# 谷川里江
谷川里江（たにかわ りえ、1967年7月9日 - ）は、愛知県出身の競艇選手。
登録番号3302。身長144cm。血液型O型。60期。愛知支部所属。父は元競艇選手の谷川宏之。

## 来歴
かつての名選手、艇界屈指のペラ巧者である宏之の背中を見て育った里江は自身も競艇選手になることを志す。本栖研修所を経て1987年5月21日常滑競艇場でデビュー、1987年6月12日蒲郡競艇場でデビュー初勝利、1990年4月常滑競艇場・女子リーグで初優勝。1994年浜名湖競艇場で行われた女子王座決定戦を制すると、翌年、多摩川競艇場で行われた女子王座決定戦でも優勝し連覇を達成した。男女混合の一般戦
でも優勝しており、その実力は女子トップクラスである。2005年10月29日蒲郡競艇場第3レースで通算1000勝達成、女子選手史上4人目の快挙である。2016年4月27日ボートレース大村、オールレディース最終日、11連勝で自身初の完全優勝を達成した。

## 主なタイトル
- 女子王座決定戦（1994年・浜名湖競艇場）
- 女子王座決定戦（1995年・多摩川競艇場）

## 人物・エピソード
- 娘が女子を代表する選手までなった事に関して宏之は里江本人の努力の賜物というニュアンスで話すが、周囲はそれだけではなく宏之が里江のプロペラの面倒を見るなどの様々なバックアップもあったからこそと評価をしている。
- 宏之曰く、「（競艇学校）受験の際の筆記試験は満点だった」。
- 落として差すよりも握って回る思い切ったターンが好きな様で、1着になったときの決まり手を見ると「捲り」で1着になった回数が突出して多い（2番目に多いのは「逃げ」）。
- 女子リーグを卒業して男女混合戦や記念に出場する回数が増えてきてからは徐々にスタートタイミングが早くなってきている。
- 山室展弘と共に、記者に対してコメントをしない選手として知られている。ただし、動画やテレビのインタビューにも応じない山室とは異なり、インタビューには応じている[1]。